# گزارش به کنگره در مورد وضعیت عراق
—

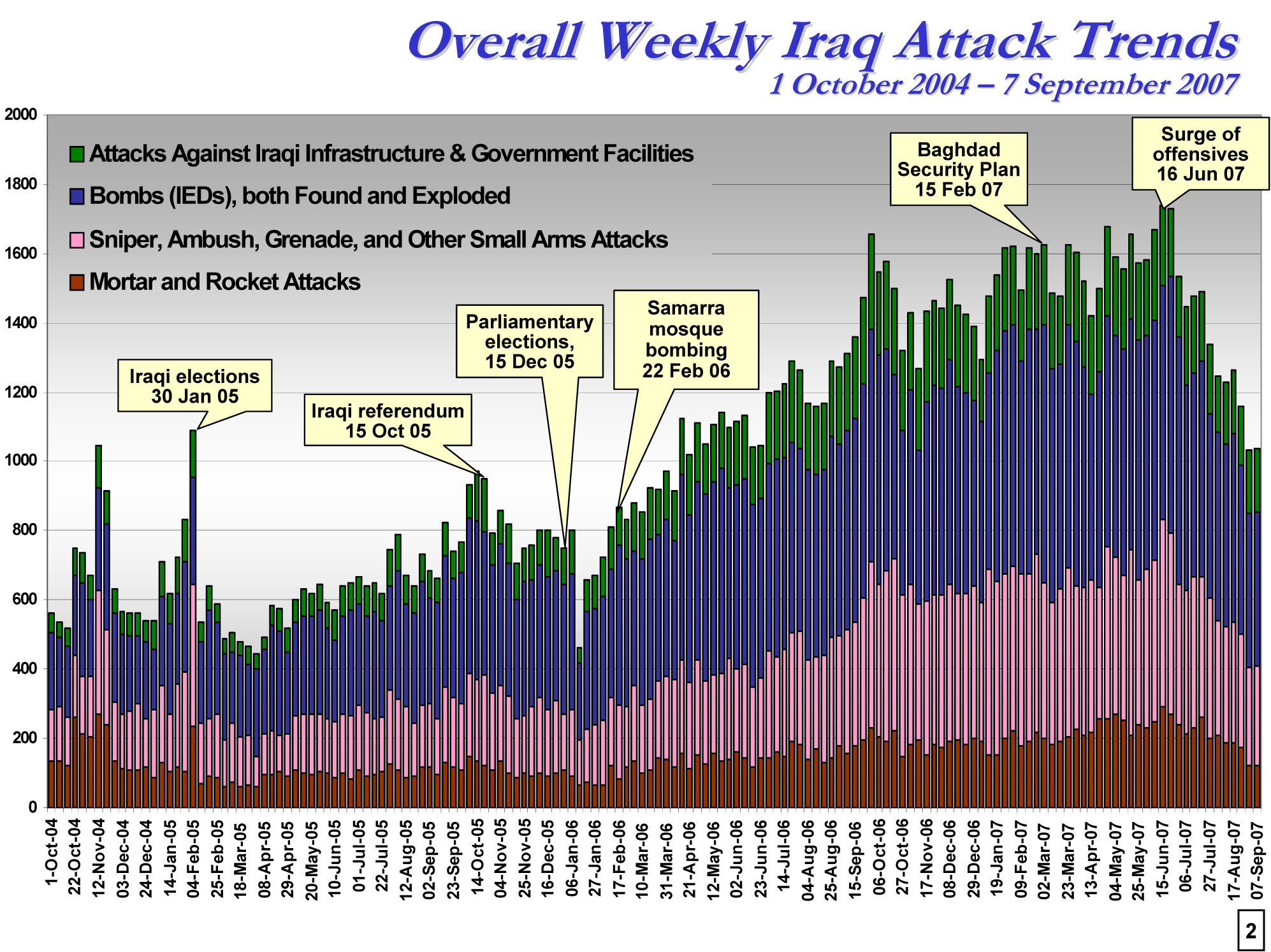
کاهش حملات پس از شروع کامل عملیات افزایش در این گزارش که از وب سایت وزارت دفاع ایالات متحده گرفته شده‌است، بیان شده‌است.

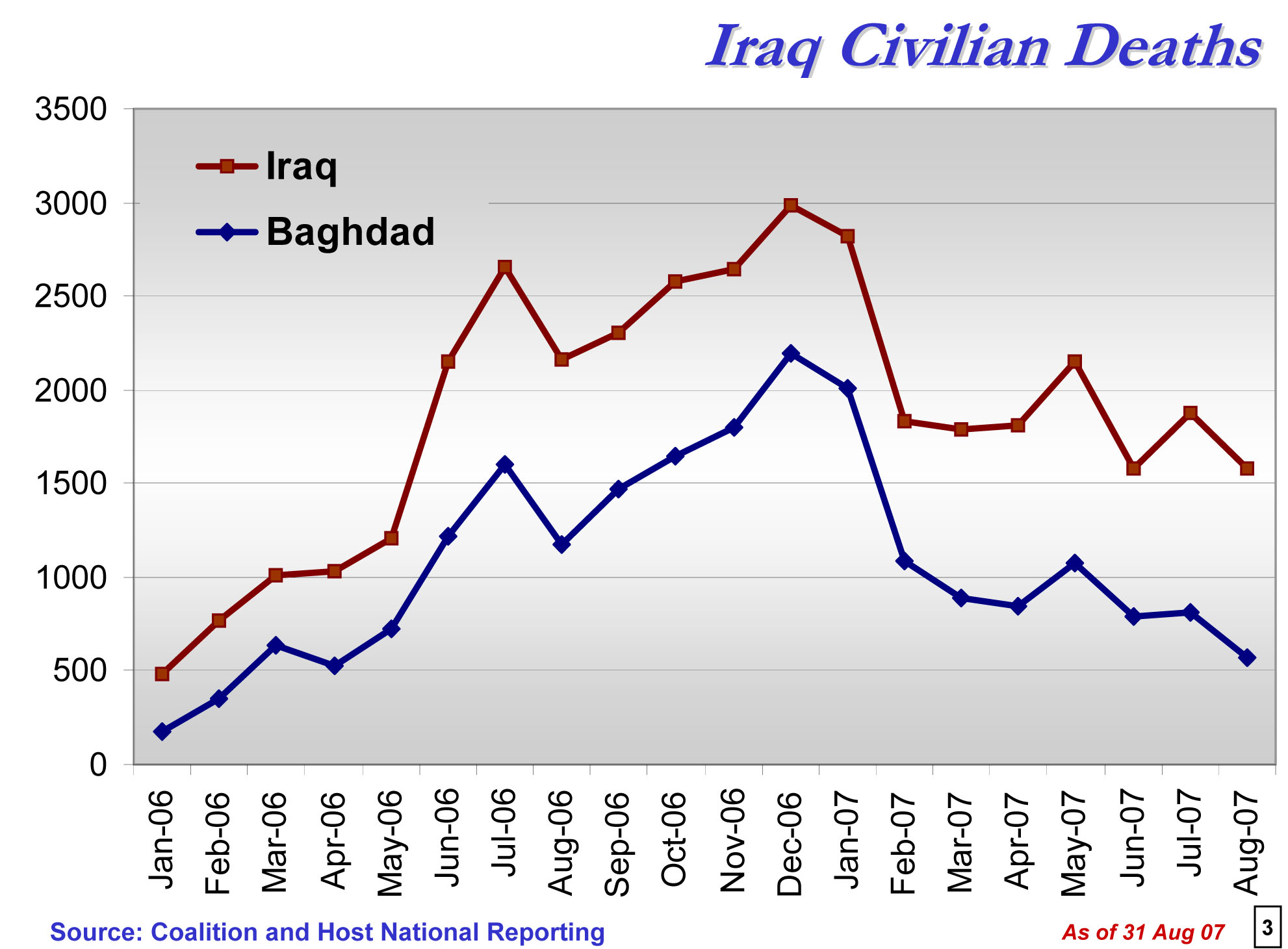
کاهش تلفات غیرنظامیان از زمان شروع افزایش در این گزارش که از وب سایت وزارت دفاع ایالات متحده گرفته شده‌است، بیان شده‌است.

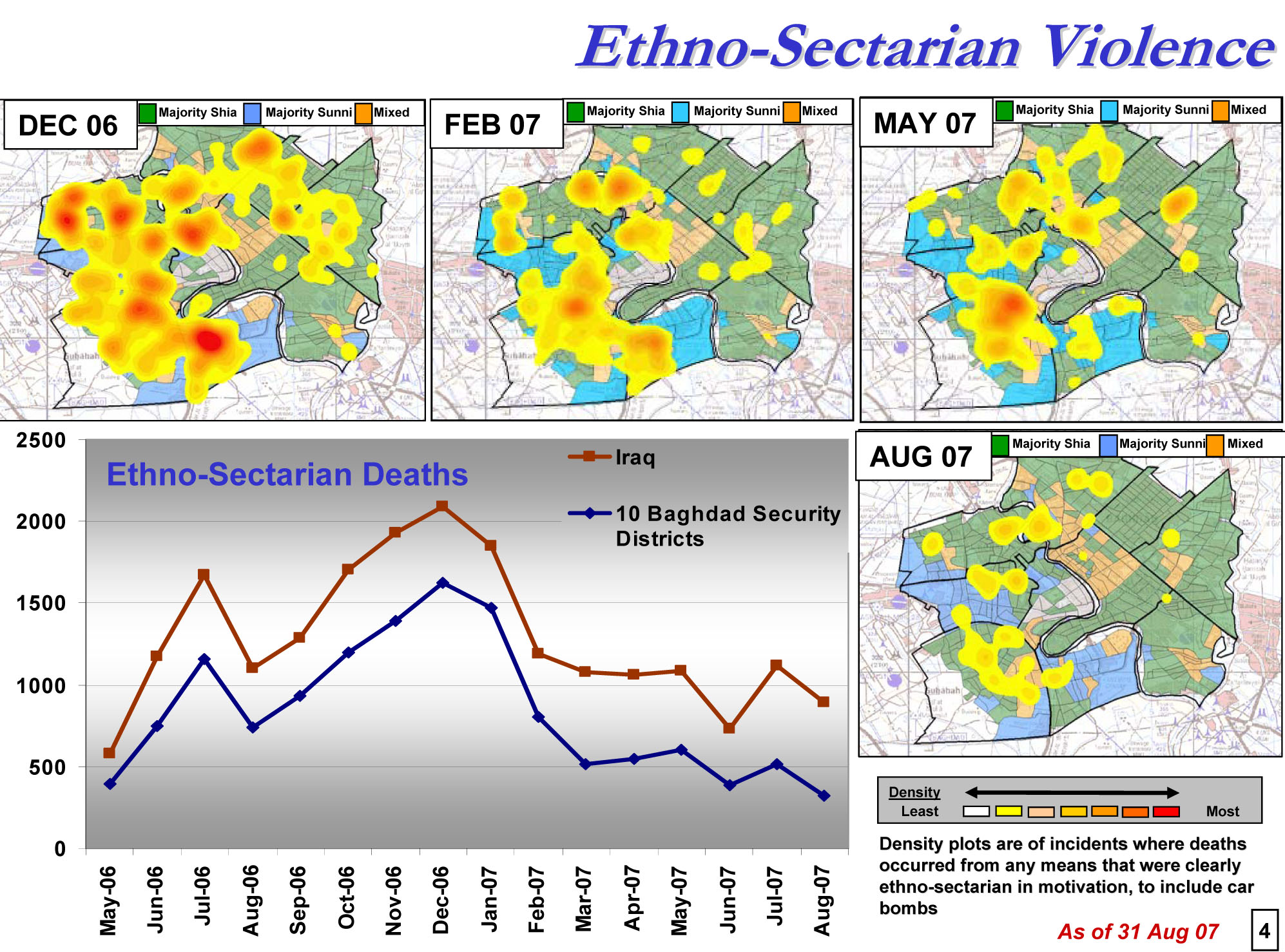
کاهش خشونت‌های فرقه ای بغداد در این گزارش که از وب سایت وزارت دفاع ایالات متحده گرفته شده‌است، بیان شده‌است.

گزارش به کنگره در مورد وضعیت عراق (گاهی اوقات به عنوان گزارش پترائوس از آن یاد می‌شود) گزارشی دو قسمتی بود که در ۱۰ سپتامبر۲۰۰۷ توسط ژنرال نیروهای چندملیتی در عراق دیوید اچ. پترائوس و رایان کراکر سفیر ایالات متحده در عراق در تاریخ ۱۰ سپتامبر۲۰۰۷ با موضوع پیشرفت دولت عراق در جنگ جاری عراق منتشر شد.

## گزارش شهادت‌ها

### شهادت پترائوس
پترائوس به این نتیجه رسید که «اهداف نظامی این افزایش تا حد زیادی محقق شده‌است». او به آنچه که وی کاهش مداوم اخیر در حوادث امنیتی نامید، اشاره کرد. او تا حدی این کاهش‌ها را به ضربات اخیری که در جریان افزایش قدرت به القاعده وارد شد نسبت داد. وی افزود: «ما همچنین افراط‌گرایان شبه‌نظامی شیعه را مختل کرده‌ایم، سر و تعداد زیادی از رهبران گروه‌های ویژه مورد حمایت ایران را به همراه یکی از اعضای ارشد حزب‌الله لبنان که از فعالیت‌های ایران در عراق حمایت می‌کنند، دستگیر کرده‌ایم.» او استدلال کرد که عملیات ائتلاف و عراق به شدت خشونت‌های قومی فرقه ای را در کشور کاهش داده‌است، اگرچه او اظهار داشت که دستاوردها کاملاً یکسان نبوده‌است. به این ترتیب، او عقب‌نشینی تدریجی نیروهای آمریکایی در عراق را با هدف رسیدن به سطوح پیش از افزایش نیرو تا ژوئیه ۲۰۰۸ توصیه کرد. کاهش نیروها از این مرحله نیز ادامه خواهد یافت، زیرا شرایط ایجاب می‌کند. علیرغم ادعاهایی مبنی بر اینکه گزارش پترائوس توسط کاخ سفید نوشته می‌شود،پترائوس اصرار داشت که این شهادت را خودش نوشته‌است، بدون اینکه «توسط هیچ‌کسی در پنتاگون، کاخ سفید یا کنگره تأیید نشده باشد، یا با آنها به اشتراک گذاشته شده باشد.»

### شهادت کراکر
اگرچه کراکر به پیشرفت سیاسی کند در بسیاری از زمینه‌ها و عدم پیشرفت در بسیاری از قوانین مهم اذعان داشت، او استدلال کرد که "یک عراق دموکراتیک امن و باثبات در صلح با همسایگانش قابل دستیابی است." اگرچه یک چارچوب ملی از اجرای قانونی در موضوعات کلیدی مانند توزیع نفت کوتاهی کرده‌است، او مشاهده کرد که «حتی در صورت نبود قانون، اقدامات عملی وجود دارد زیرا دولت مرکزی درآمدهای نفتی را از طریق تخصیص بودجه بر مبنای عادلانه با استان‌های عراق تقسیم می‌کند." وی با اشاره به اینکه دستاوردهای استانی بارزتر بوده‌است، توضیح داد که "شواهد فراوانی وجود دارد که دستاوردهای امنیتی در را برای سیاست‌های معنادار باز کرده‌است."

## واکنش

### واکنش کنگره آمریکا
چند تن از دموکرات‌های کنگره این گزارش را قبل از انتشار به شدت مورد انتقاد قرار دادند. رام امانوئل نماینده دموکرات از ایلینویز اظهار داشت که «ما به گزارشی که برنده جایزه نوبل برای آمار خلاق یا پولیتزر برای داستان باشد، نیاز نداریم.» پس از شهادت پترائوس، رهبر اکثریت دموکرات سنا، هری رید از نوادا، استدلال کرد که "طرح ژنرال بیشتر شبیه به هم است" و "نه یک عقب نشینی یا تغییر در مأموریتی است که ما نیاز داریم." او همچنین گفت که دموکرات‌های کنگره قصد دارند "مسیر جنگ را تغییر دهند". رابرت وکسلر، نماینده دموکرات فلوریدا، پترائوس را به "آمار گیلاس چیدن " و "ماساژ اطلاعات" متهم کرد. برخی از اعضای کمیته‌های امور خارجه و نیروهای مسلح مجلس نمایندگان این شهادت را یک ترفند تبلیغاتی دانستند. نماینده آیک اسکلتون گفت که «رهبران عراق هیچ پیشرفتی نداشته‌اند».
رئیس کمیته روابط خارجی مجلس نمایندگان تام لانتوس از کالیفرنیا، ژنرال و سفیر را «دو تن از تواناترین کارمندان عمومی کشورمان» خواند و گفت که دموکرات‌ها «به خاطر حرفه ای بودنشان ارج می‌نهند.» وی همچنین گفت: «دیگر نمی‌توانیم اظهارات آنها در مورد عراق را به صورت واقعی بپذیریم».نتیجه‌گیری، «ما باید از عراق خارج شویم، به خاطر آن کشور و همچنین به خاطر خودمان.» دانکن هانتر، نامزد جمهوری‌خواه ریاست جمهوری، این گزارش را «ارزیابی صریح و مستقلی که با صداقت ارائه شده» خواند. سناتور جمهوری‌خواه جان کیل از آریزونا گفت که «من ژنرال پترائوس را به خاطر ارزیابی صادقانه و صریحش از وضعیت عراق تحسین می‌کنم.» چاک هیگل، سناتور جمهوریخواه ضد جنگ از نبراسکا، ضمن تمجید از پترائوس، از این گزارش انتقاد کرد و گفت: "تقصیر تو نیست، ژنرال… تقصیر سفیر کراکر نیست. تقصیر این دولت است.»

### واکنش دولت فدرال آمریکا
دولت بوش توصیه‌های پترائوس برای استقرار نیرو را پذیرفت. همچنین بیان کرد که «دولت عراق هنوز معیارهای قانونی خود را برآورده نکرده‌است» (حجم اصلی). پیش از شهادت پترائوس، سه گزارش دیگر از دولت در مورد سنجش پیشرفت در عراق ارائه شد. گزارش دفتر پاسخگویی دولت بیان کرد که دولت عراق ۱۱ مورد از ۱۸ معیار معیار را تا ۳۰ اوت۲۰۰۷ رعایت نکرده‌است. در ۱۴ سپتامبر، نظرسنجی کاخ سفید پیشرفت «رضایت بخش» را در ۹مورد از ۱۸معیار گزارش کرد. Lionel Beehner بایگانی‌شده  در ۲۱ فوریه ۲۰۰۸ توسط Wayback Machine شورای روابط خارجی غیرحزبی این معیارها را «مبهم» خوانده‌است، زیرا معیارهای اندازه‌گیری آنها نادقیق است. نیویورک تایمز در ۱۳ مه اظهار داشت که «به نظر می‌رسد هیچ‌کس در واشینگتن در مورد معنای واقعی پیشرفت - یا اینکه دقیقاً چگونه می‌تواند اندازه‌گیری شود» توافق ندارد.
پترائوس اعلام کرده‌است که توصیه‌های او به توانایی دولت عراق برای برآوردن معیارها بستگی ندارد. پرزیدنت بوش در ۱۳ سپتامبر یک سخنرانی تلویزیونی داشت که در آن توصیه‌ها را مورد بحث قرار داد. FactCheck.orgغیرحزبی باانتقاد از برخی اظهارات وی گفت که رئیس‌جمهور «با واقعیت‌ها بازی کرده‌است».

### واکنش دولت عراق
در ۱۶ فوریه۲۰۰۸، عبدالقادر جاسم محمد، وزیر دفاع عراق به خبرنگاران گفت که این افزایش «بسیار خوب کار می‌کند» و عراق نیاز «فوری» به نیروها برای حفظ امنیت مرزهای عراق دارد. وی اظهار داشت که «نتایج سال۲۰۰۷ ثابت می‌کند که - بغداد اکنون خوب است».

### پاسخ شخص ثالث
گروه مدافع لیبرال ضد جنگ MoveOn.org در ۱۰ سپتامبر2007 آگهی تمام صفحه ای را در نیویورک تایمز منتشر کرد و پترائوس را به " پختن کتاب‌ها برای کاخ سفید " متهم کرد. این آگهی همچنین به او برچسب " ژنرال ما را خیانت می‌کند" بود. در ۲۰ سپتامبر، سنا اصلاحیه ای را توسط جان کورنین جمهوری‌خواه تگزاس تصویب کرد که این تبلیغ را محکوم می‌کرد. همه ۴۹سناتور جمهوری‌خواه و ۲۲سناتور دموکرات به حمایت رای دادند. مجلس اصلاحیه ای را تصویب کرد که در آن از تبلیغ «با شدیدترین شرایط» با رای ۳۴۱–۷۹ در ۲۶ سپتامبر انتقاد کرد.
برنارد گورتزمن، سردبیر مشاور شورای روابط خارجی اظهار داشت که در طول شهادت خود، سفیر کراکر «واقعاً نمی‌توانست امید به پیشرفت فوری در جبهه مصالحه را حفظ کند. من فکر می‌کردم او در وزارت امور خارجه تا جایی که می‌توانی غمگین بود.» رئیس شورا ریچارد ان. او اساساً می‌گفت که معیارها برآورده نشده‌اند و احتمالاً برآورده نمی‌شوند. این بخشی از یک داستان بزرگتر است."همکار چارلز کوپچان استدلال می‌کند که «مسئله اصلی این است که آیا این موج نشانه‌هایی از تأمین امنیت کافی در بغداد و جاهای دیگر برای ارتقای ثبات سیاسی، آشتی فرقه‌ای و نهادهای دولتی فعال را نشان می‌دهد یا خیر. پاسخ صریح «نه» است. همکار  استفان بیدل استدلال کرد که «شهادت روز دوشنبه تصویر متفاوتی به دست داد».
توماس انگلهارت در مجله چپ لیبرال نیشن نوشت: «اعداد در عراق در بهترین حالت یک موضوع لغزنده است، اما باز هم، اینکه چرا کسی به اعداد نظامی ایالات متحده از آن کشور توجه جدی می‌کند یک راز است. در موارد بیشماری در گذشته، این موارد زیر شمارش مضحک از فاجعه بوده‌است.» واشینگتن پست در ۲۵ سپتامبر اعلام کرد که «تضادهای ظاهری در سیل نمودارهای میله ای و خطوط روندی که ارتش تولید می‌کند، نسبتاً آسان است. برای مثال، تعداد تلفات غیرنظامی در آخرین گزارش سه‌ماهه پنتاگون درمورد عراق در هفته گذشته، به‌طور قابل توجهی با آنهایی که ژنرال فرمانده ارشد در عراق ارائه کرده بود، متفاوت است. دیوید اچ. پترائوس، در شهادت اخیر خود در کنگره."این داستان به نقل از یک سخنگوی نیروهای چندملیتی عراق گفت که "تلاش‌های فعلی برای تجمیع پایگاه‌های اطلاعاتی متعدد در تئاتر وجود دارد".
سه گزارش دیگر در مورد وضعیت کنونی عراق یک مطالعه دفتر حسابداری عمومی،یک برآورد اطلاعات ملی، و یک ارزیابی کمیسیون مستقل توسط ژنرال بازنشسته جیمز ال. جونز - تقریباً همزمان با گزارش پترائوس برای کنگره منتشر شد. یواس‌ای تودی یافته‌های چهار گزارش را مقایسه کرد. نیویورک تایمز نیز چنین کرد.
در دسامبر ۲۰۰۷،"فست چکر" واشینگتن پست اظهار داشت که "در حالی که برخی از آمارهای پترائوس قابل چالش است، ادعاهای او در مورد کاهش عمومی خشونت در ماه‌های بعدی ثابت شده‌است." اکنون به نظر می‌رسد که پترائوس حداقل در این موضوع به طور کلی حق داشته‌است.» مایکل ای. اوهانلون و جیسون اچ. کمپبل از مؤسسه غیرحزبی بروکینگز در ژانویه۲۰۰۸ اظهار داشتند که محیط امنیتی عراق از اوایل سال۲۰۰۴ به بهترین سطح خود رسیده‌است و استراتژی پترائوس را برای بهبود اعتبار می‌دانند. آنها اقتصاد و نظام سیاسی عراق را «تنها به میزان اندکی بهتر از یک سال پیش» می‌دانستند. اوهانلون در آن ماه اظهار داشت که «به‌طور کلی، نظام سیاسی عراق احتمالاً شایستگی درجه تقریباً C را برای عملکرد خود در ۱۲ماه گذشته دارد.» وی همچنین اظهار داشت که «سرعت پیشرفت در نهایت در حال افزایش است.» یواس نیوز اند ورلد ریپورت اعلام کرد که عراق "کاهش چشمگیر خشونت و سایر نشانه‌های پیشرفت در ماه‌های اخیر" را تجربه کرده‌است و همچنین اظهار داشت که "شکاف‌های سیاسی در عراق همچنان عمیق است و اگر به زودی از بین نرود، جنگ داخلی می‌تواند به خوبی انجام شود.

### افکار عمومی

#### افکار عمومی ایالات متحده
وال استریت ژورنال اعلام کرده‌است که این گزارش نارضایتی عمومی از جنگ در عراق را کاهش داده‌است، اما تغییرات «متواضع» بوده‌است. در مقابل، یو اس ای تودی اعلام کرده‌است که «نگرش نسبت به جنگ تحکیم یافته‌است». یک نظرسنجی فاکس نیوز که از ۱۱تا۱۲ سپتامبر انجام شد گزارش داد که ۴۹درصد از آمریکایی‌ها معتقدند «افزایش اخیر نیروهای آمریکایی منجر به بهبودهای اساسی در وضعیت عراق شده‌است» در حالی که ۴۸٪مخالف هستند و ۳٪احساس می‌کنند مطمئن نیستند.. همچنین مشخص شد که ۳۵درصد گزارش پترائوس را «راست و عینی» می‌دانستند، ۴۰درصد آن را «کیب» می‌دانستند و ۲۵درصد احساس می‌کردند که مطمئن نیستند. این نظرسنجی ۳درصد حاشیه خطا داشت.
یک نظرسنجی اوایل سپتامبر سی ان ان نشان داد که ۵۳درصد معتقد نیستند که گزارش ژنرال «مستقل و عینی» باشد. نظرسنجی اوت یو اس ای تودی نیز همین موضوع را بیان کرد. یک نظرسنجی در اواسط سپتامبر مرکز تحقیقات پیو نشان داد که از همه کسانی که گزارش او را شنیده‌اند، ۵۷٪از توصیه‌های او حمایت می‌کنند. این نظرسنجی همچنین بیان کرد که ۳۲درصد از آمریکایی‌ها دربارهٔ این گزارش چیزی نشنیده‌اند و به طور کلی، سخنرانی رئیس‌جمهور و گزارش پترائوس نظر خود را در مورد این افزایش تغییر نداده‌است. نظرسنجی دیگری از مرکز تحقیقات پیو نشان داد که ۱۸درصد از آمریکایی‌ها خواهان خروج فوری همه نیروها هستند، ۱۸درصد از عقب‌نشینی تدریجی طی دو سال آینده، ۳۹درصد از حفظ نیروها در داخل و ۷درصد احساس عدم اطمینان دارند. در یک نظرسنجی اواخر سپتامبر ای‌بی‌سی نیوز در مورد توصیه‌های پترائوس بدون ذکر نام او پرسیده شد. این نظرسنجی نشان داد که ۴۳درصد از آمریکایی‌ها فکر می‌کنند تعداد نیروها باید "سریع تر" کاهش یابد، ۱۲٪"آهسته تر" و ۳۸٪ با توصیه‌ها موافق هستند.
نظرسنجی گالوپ در اوایل فوریه۲۰۰۸نشان داد که ۶۰درصد از آمریکایی‌ها معتقدند تصمیم حمله به عراق اشتباه بوده‌است. این نظرسنجی همچنین نشان داد که ۴۳ درصد فکر می‌کنند که افزایش نیروها «وضعیت آنجا را بهتر می‌کند».

#### افکار عمومی عراق
نیویورک تایمز اعلام کرده‌است که عراقی‌ها این گزارش را دوسوگرا می‌بینند، اما اکثر آنها معتقدند که این گزارش به درستی وضعیت را در صحنه نشان می‌دهد. یک نظرسنجی بی‌بی‌سی نیوز که در روز شهادت پترائوس منتشر شد، گزارش داد که ۷۰درصد از عراقی‌ها معتقدند که افزایش شدید شرایط در کشور را بدتر کرده‌است. این گزارش همچنین گزارش داد که بیش از ۹۰درصد از سنی‌های عراق حمله به نیروهای آمریکایی را قابل قبول می‌دانند در حالی که ۵۰درصد از شیعیان عراق این کار را می‌کنند.نظرسنجی دیگری از بی‌بی‌سی نشان داد که تنها ۳۵درصد از عراقی‌ها از خروج فوری نیروهای ائتلاف حمایت می‌کنند. بقیه فکر می‌کردند که نیروها باید تا رسیدن به اهداف خود در مورد وضعیت امنیتی یا اهداف خود درتقویت دولت عراق بمانند.